# Ржищівський індустріально-педагогічний технікум
Ржищівський індустріально-педагогічний технікум (РІПТ) — вищий навчальний заклад І-ІІ рівня акредитації, у місті Ржищеві.
Готує кадри за спеціальностями:

### 1. Професійна освіта

###### - Будівництво та експлуатація будівель і споруд
Кваліфікація – майстер виробничого навчання, технік – будівельник з отриманням додаткового освітньо – кваліфікаційного рівня.
«Кваліфікований робітник» за наступними професіями:
- штукатур;
- столяр будівельний; тесляр;
- муляр.

###### - Зварювальне виробництво
Кваліфікація - майстер виробничого навчання; технолог зварювального виробництва з отриманням освітньо-кваліфікаційного рівня
«Кваліфікований робітник» за професією:
- електрозварник.
Термін навчання
На основі базової загальної середньої освіти – (9кл.) 3 роки 10 місяців
На основі повної загальної середньої освіти –(11кл.). 2 роки 10 місяців
На основі освітньо – кваліфікованого рівня «кваліфікований робітник» (ПТУ, ДПТНЗ) – 1 рік 10 місяців.

### 2. Програмна інженерія
Спеціальність «Інженерія програмного забезпечення».
- кваліфікація молодшого спеціаліста – технік-програміст.
Термін навчання
На основі базової загальної середньої освіти – (9кл.) 3 роки 10 місяців
На основі повної загальної середньої освіти –(11кл.). 2 роки 10 місяців
На основі освітньо – кваліфікованого рівня «кваліфікований робітник» (ПТУ, ДПТНЗ) – 1 рік 10 місяців
Студенти після закінчення 2 курсу здають кваліфікаційний екзамен по додатковій спеціальності -
«Оператор комп’ютерного набору»

### 3. Бухгалтерський облік
Спеціальність «Облік і оподаткування»
Кваліфікація молодшого спеціаліста - бухгалтер.
Термін навчання
На основі базової загальної  середньої освіти – (9кл.) 2 роки 10 місяців
На основі повної загальної середньої освіти – (11кл.) 1 рік 10 місяців
На основі освітньо – кваліфікаційного рівня «Кваліфікований робітник» (ПТУ, ДПТНЗ) – 1 рік 10 місяців.

## Про технікум
Запрошує на навчання випускників 9−11 класів, ПТУ (денна та заочна форма навчання).
Майже з усіх спеціальностей створені навчально-методичні-виробничі комплекси з:
- Київським Національним університетом будівництва та архітектури;
- Черкаським інженерно-технологічним інститутом;
- Київським Національним економічним університетом.

У технікумі здійснюється ступенева підготовка спеціалістів:
- І ступінь — здобуття загальної середньої освіти та отримання освітньо — кваліфікаційного рівня «кваліфікований робітник»;
- ІІ ступінь — отримання знання «молодший спеціаліст»;
- ІІІ ступінь — здобуття рівнів, передбачених статутами ВНЗ ІІІ і IV рівнів акредитації.

## Історія
Ржищівський індустріально-педагогічний технікум було утворено у травні 1997 року на базі Професійно-технічного училища № 14 і Ржищівського педагогічного училища.
ПТУ № 14 було відкрите в 1966 році на базі школи майстрів. В ньому готували робітників будівельних професій для Міністерства сільськогосподарського будівництва СРСР. За роки свого існування заклад випустив більше 10 000 робітників — будівельників.
РІПТ — наймолодший з педагогічних навчальних закладів у Київській області. У 2004 році після від'єднання Ржищівського педучилища (нині Гуманітарний коледж), Індустріально-педагогічний технікум існує самостійно.

## Музей
У безпосередній близькості з технікумом знаходиться місце археологічних розкопок поселення Трипільської культури «Ріпниця 1-6». У закладі базується польова експедиція Інституту Археології НАН України і Товариства «Коло-Ра». Археологи-професіонали за допомогою студентів РІПТ та історичного факультету Переяславського університету досліджують поселення найдавнішої на території Європи хліборобської культури, котра налічує понад шість тисяч років. 
У технікумі заснований історично-краєзнавчий музей.